# Південноафриканська національна галерея
Південноафриканська національна галерея — художній музей в Кейптауні, заснований в 1872 році, відомий, як національна художня галерея в Південній Африці. В кінці 20 століття галерея ввійшла асоціаціативно до Ізіко Південноафриканського музейного комплексу, в який було об'єднано численну групу музеїв Кейптауна, що мають національний культурний статус.
Галерея започаткована опісля безоплатної передачі особистої галереї сера Томаса Баттерворта (Sir Thomas Butterworth's). Згодом, інші меценати  протягом послідуючих років були її жертводавцями, як наслідок, експозиція галереї складається в основному з голландських, французьких і британських робіт з 17 по 19 століття, в переважній більшості це літографії, офорти і ранні картини британських художників 20-го століття. Сучасне мистецтво представлене роботами, авторів різних Південноафриканських спільнот, а також численними колекціями скульптури і робіт з бісера. 